# ロバート・リッジウェイ

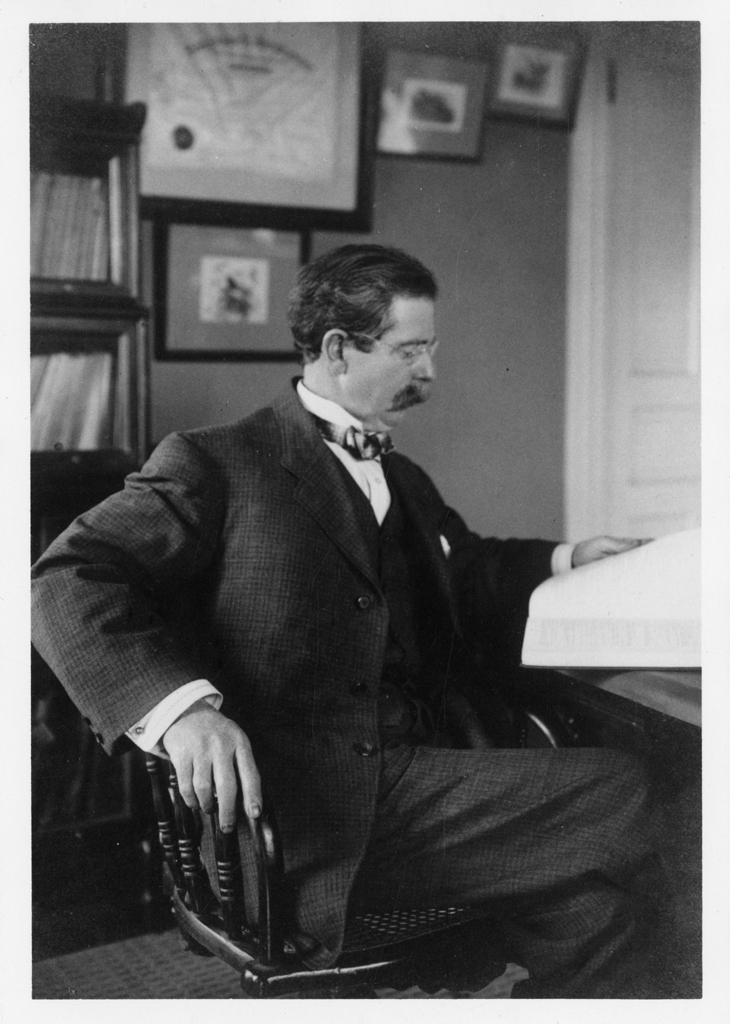
ロバート・リッジウェー

ロバート・リッジウェイ（Robert Ridgway、1850年7月2日 - 1929年3月25日）はアメリカ合衆国の鳥類学者である。

## 略歴
イリノイ州のマウント・カーメルで生まれた。10代の頃から、バード・ウォッチングや収集を行った。後に結婚することになるジュリア・イヴリン・パーカー(Julia Evelyn Parker)の父親が、スペンサー・フラトン・ベアードの著書『北アメリカの鳥類』の製図家の一人であったことからベアードと知り合いとなり、鳥類学の指導を受けた。
17歳となった1867年から、地質学者、クラレンス・キングが率いる「北緯40度線調査」 (Geological Exploration of the Fortieth Parallel) に参加し、1867年から1869年の間、カリフォルニア州、ネバダ州、アイダホ州、ユタ州、ワイオミング州で国立自然史博物館のために多くの鳥類標本を集め、1877年に鳥類学に関する報告を発表した。
1875年にジュリア・パーカーと結婚した。1879年に国立自然史博物館の鳥類学の学芸員となった。1883年にはエリオット・カウズ（Elliott Coues）、ジョエル・アサフ・アレン（Joel Asaph Allen）らが創立した、アメリカ鳥学会の創立メンバーとなり、1898年から1900年まで会長を務めた
。
1899年から鉄道王、エドワード・ヘンリー・ハリマンの後援で行われた、アラスカ沿岸の科学調査にも、ジョン・ミューアらと参加した。
約500点に及ぶ著作を行い、トーマス・ブリュワー(Thomas Mayo Brewer)、ベアードとの共著、"History of North American Birds"  (1875-1884)や、"Humming Birds" (1892)、"Ornithology of Illinois" (1889-1895)などの著作がある。いくつかの著作では弟のジョン・リッジウェイ(John Livzey Ridgway) が図版を作成した。鳥の色彩を表現するための色の名前に関する著作、"A Nomenclature of Colors for Naturalists and Compendium of Useful Information for Ornithologists" (Boston: Little, Brown & Co.1886)や"Color Standards and Color Nomenclature"(1912)などもあり、鳥類学者などに参考にされている。35種の動物の新種を記載した。
1917年に全米科学アカデミーのダニエル・ジロー・エリオット・メダル(Daniel Giraud Elliot Medal)を受賞し、1919年にアメリカ鳥学会のウィリアム・ブリュースター・メダル(William Brewster Medal)を受賞した。
ツグミ科の鳥類の属名、Ridgwayia やトキ科の鳥類の種名、Plegadis ridgwayi（和名、アンデストキ）などに献名されている。

## 編書の図版
Frank Hall Knowlton、Frederic A.Lucas、 Robert Ridgwayの"Birds of the world"の図版

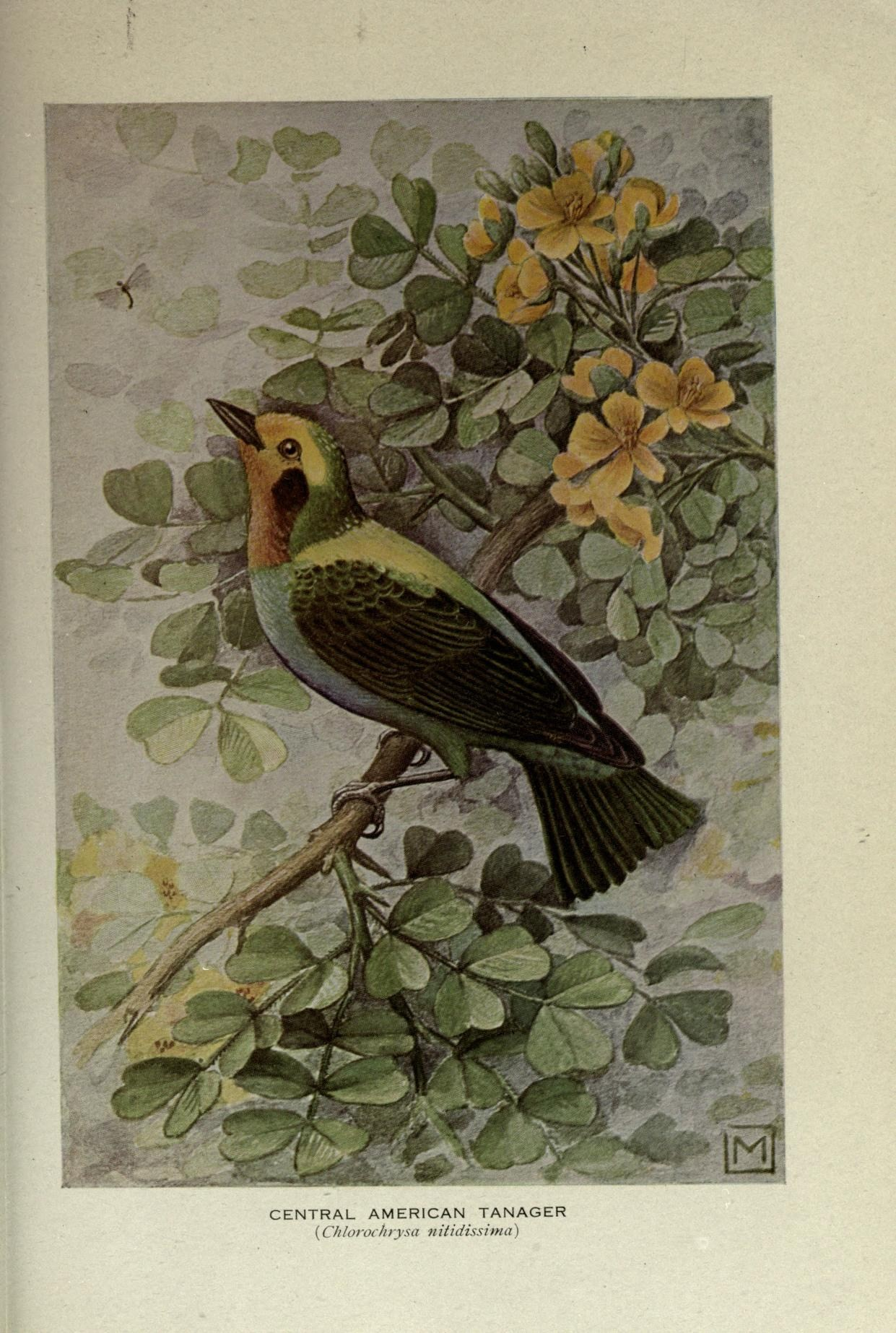
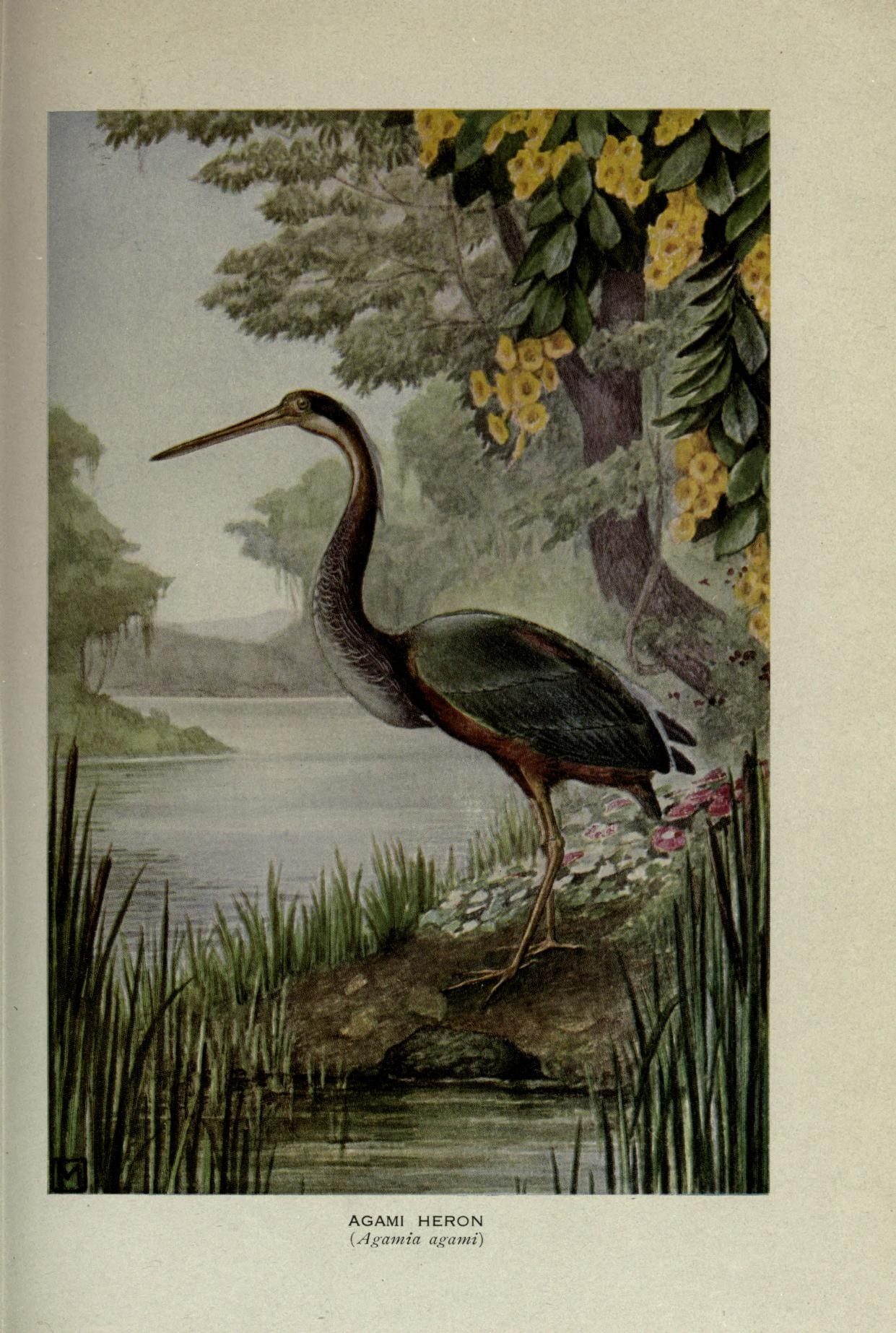
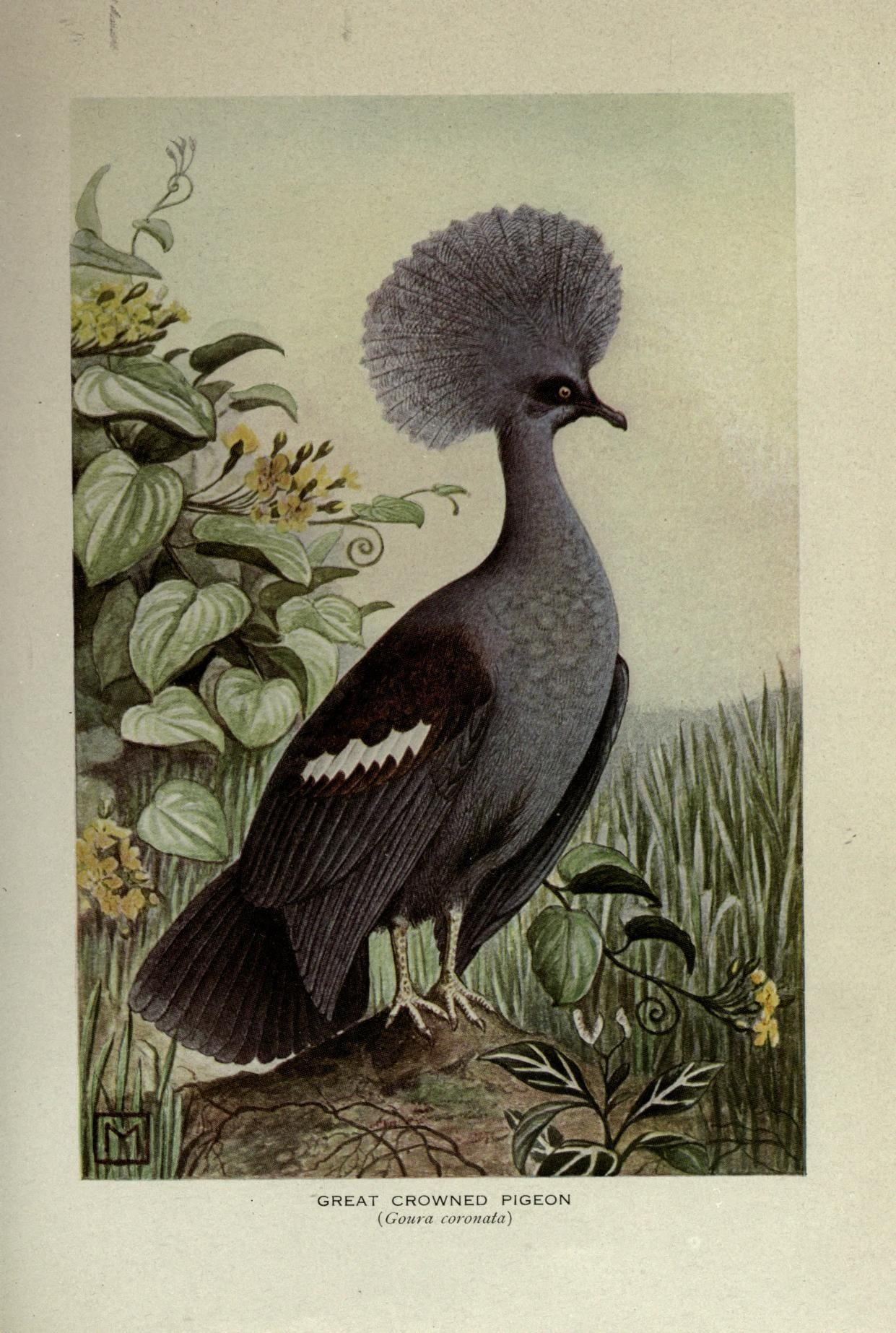
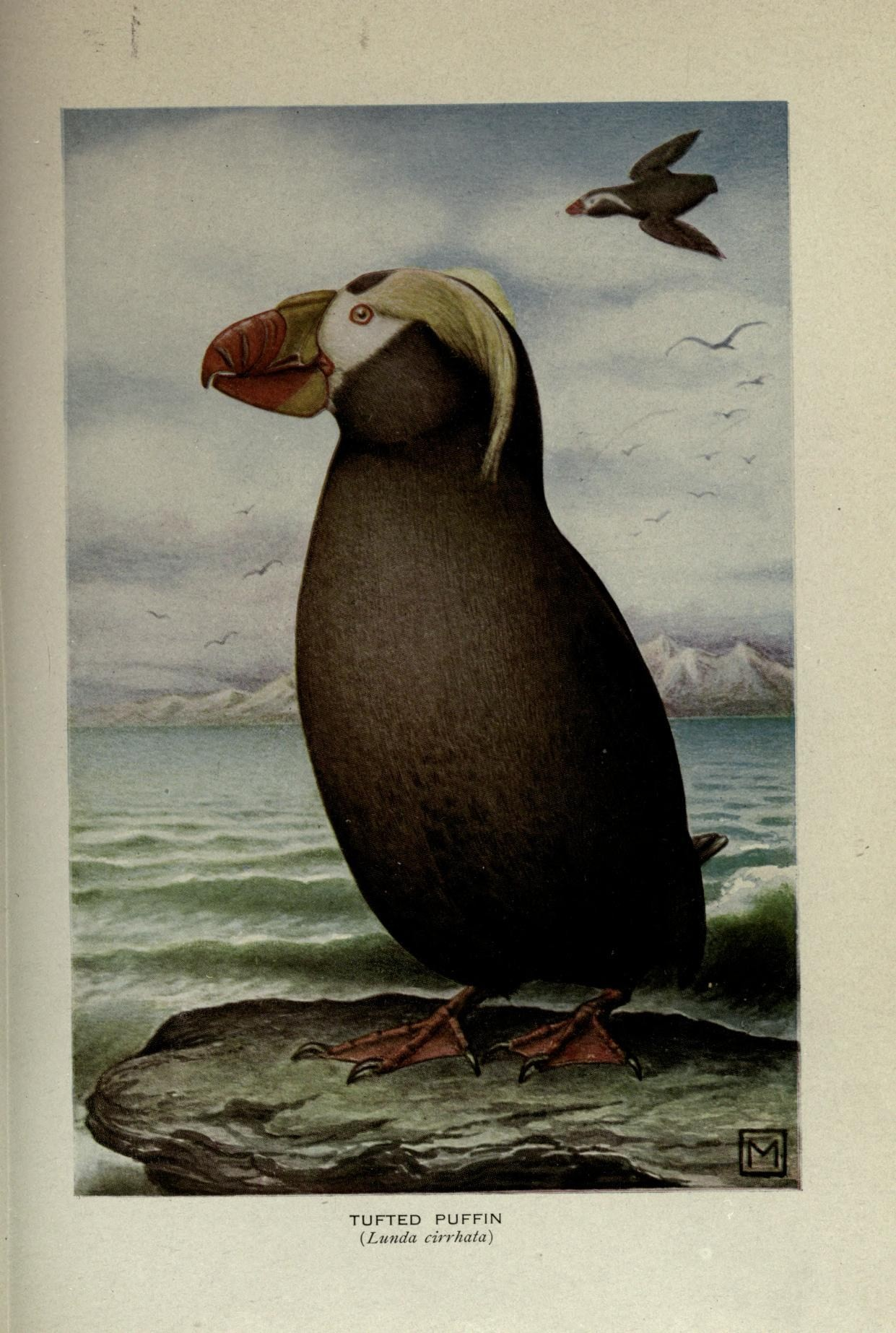